# Ho-Chi-Minh-Pfad

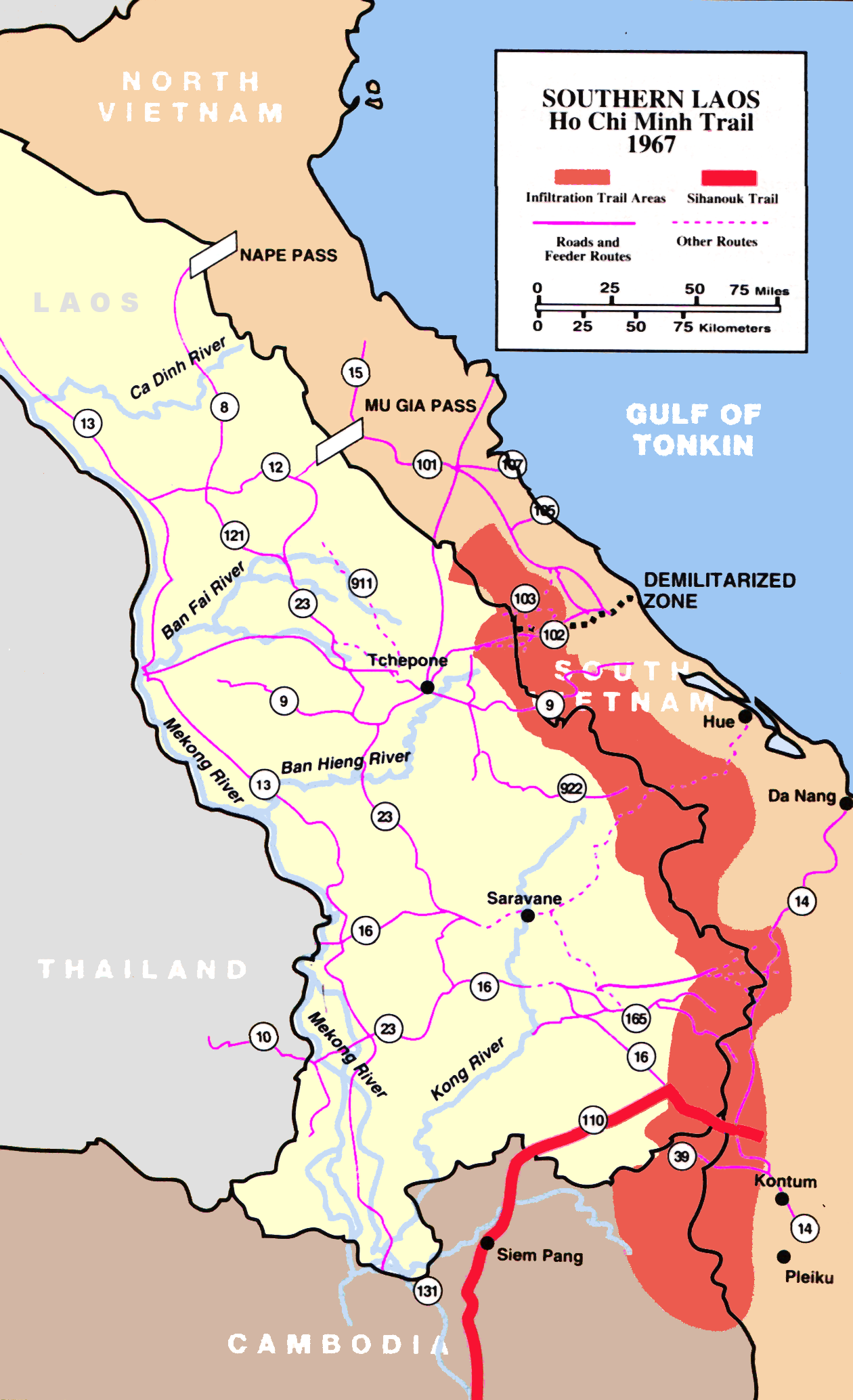
Lagekarte des Ho-Chi-Minh-Pfades in Süd-Laos, 1967

Der Ho-Chi-Minh-Pfad (von den Amerikanern benutzte Bezeichnung, Vietnamesisch: Đường mòn Hồ Chí Minh) oder strategische Versorgungsroute Truong-Son (von der Vietnamesischen Volksarmee benutzte Bezeichnung, Vietnamesisch Tuyến vận tải chiến lược Trường sơn), war ein während des Indochinakriegs und des Vietnamkriegs genutztes logistisches Netz aus Straßen und anderen Verkehrswegen, das von Nordvietnam über Laos und Kambodscha nach Südvietnam führte. Die westliche Bezeichnung Ho-Chi-Minh-Pfad leitet sich vom nordvietnamesischen Präsidenten Hồ Chí Minh ab. Die in Vietnam verwendete Bezeichnung bezieht sich auf die Truong-Son-Gebirgskette im östlichen Indochina, durch die der Versorgungsweg verlief.

## Geschichte
Bereits im Indochinakrieg wurde der Verkehrsweg durch Laos benutzt, um die logistische Unterstützung des Südens durch den Norden zu gewährleisten. Zu diesem Zweck wurden die Straßen über den Nape-Pass und den Mu-Gia-Pass ausgebaut. Während des Vietnamkriegs wurden die Straßen weiter verbessert und konnten auch mit Lastkraftwagen befahren werden. Die beiden zuvor genannten Pässe wurden schnell zu Zielen von amerikanischen Bombardierungen.
Die parallel zum Vietnamkrieg auf laotischem Boden durchgeführte Geheimmission Operation Barrel Roll bombardierte den Nape-Pass sehr stark, sodass der Mu-Gia-Pass zum Haupteinstiegspunkt in den Ho-Chi-Minh-Pfad wurde. Trotz zahlreicher verheerender Luftangriffe durch US-Kampfflugzeuge während der Operation Rolling Thunder konnte der Verkehr auf dem Ho-Chi-Minh-Pfad nicht zum Erliegen gebracht werden. Viele Straßen konnten von Lastkraftwagen befahren werden, einige Abschnitte waren aber nur kleine Fuß- und Radwege, sodass das Material umgeladen werden musste und in Depots zwischengelagert wurde. Zerstörte Abschnitte wurden schnellstmöglich repariert, damit der Verkehr durch die Bombardierungen möglichst nur kurz unterbrochen wurde. Im Juni 1965 kam der Lkw-Verkehr über den Mu-Gia-Pass zum Erliegen, nachdem die US-Luftwaffe mit täglichen Luftangriffen die Straße unbenutzbar gemacht hatte. Zuvor wurde geschätzt, dass täglich 200 bis 350 t Material auf dem Ho-Chi-Minh-Pfad transportiert wurde.
Im März 1966 fuhren die Lastkraftwagen wieder und es wurde geschätzt, dass 75 % des gesamten Verkehrs nach Laos über den Mu-Gia-Pass abgewickelt wurde. Ab diesem Jahr setzte die Vietnamesische Volksarmee den sowjetischen Lastwagentyp ZIL-157 ein, dessen Transportkapazität mit drei Tonnen um 50 % höher war als die der bisher verwendeten LKW. Die beförderte Gütermenge wurde vom CIA auf 70 bis 90 t täglich geschätzt.
Weil die Nachbarländer Laos und Kambodscha offiziell neutral zum Konflikt in Vietnam waren, konnten die Vereinigten Staaten den Ho-Chi-Minh-Pfad nicht mit Bodentruppen angreifen. Nachdem Washington im März 1968 die Bombardierung Nordvietnams gestoppt hatte, legten die Militärkolonnen längere Strecken in Nordvietnam zurück und benutzten erst den im Vergleich zu den zuvor genutzten Pässen weiter südlich liegenden Ban-Karai-Pass, um nach Laos zu kommen. Die USA starteten am 11. November 1968 die Geheimmission Operation Commando Hunt, bei der mithilfe von Bombardierungen des neutralen Laos, vor allem auf dem Bolaven-Plateau, versucht wurde, das Straßennetz zu zerstören. Die Amerikaner entdeckten eine besonders empfindliche Stelle der Nachschublinie bei Ban Lobôy, wo Furten durch den Bangfai-Fluss angelegt waren. Die Stelle gilt als der am stärksten bombardierte Ort der Welt. Das Vorhaben scheiterte und es gelang nicht, die Transporte im größeren Maße zu behindern oder gar komplett zu stoppen: der Pfad war weitverzweigt, von der Vegetation verdeckt und beschädigte Abschnitte waren leicht zu umgehen. Um die Wege des Ho-Chi-Minh-Pfades bei Luftoperationen erkennen zu können, wurden die entsprechenden Regionen zur Entlaubung der Vegetation aus der Luft mit Agent Orange  besprüht.

## US-amerikanische Gegenmaßnahmen

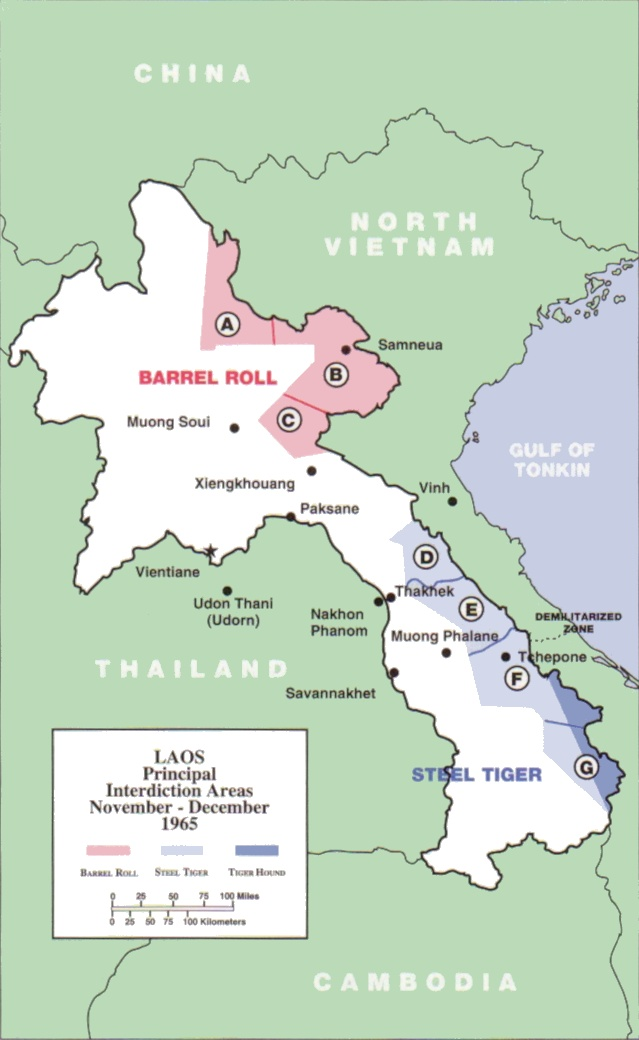
Die Einsatzgebiete von Barrel Roll, Steel Tiger und Tiger Hound

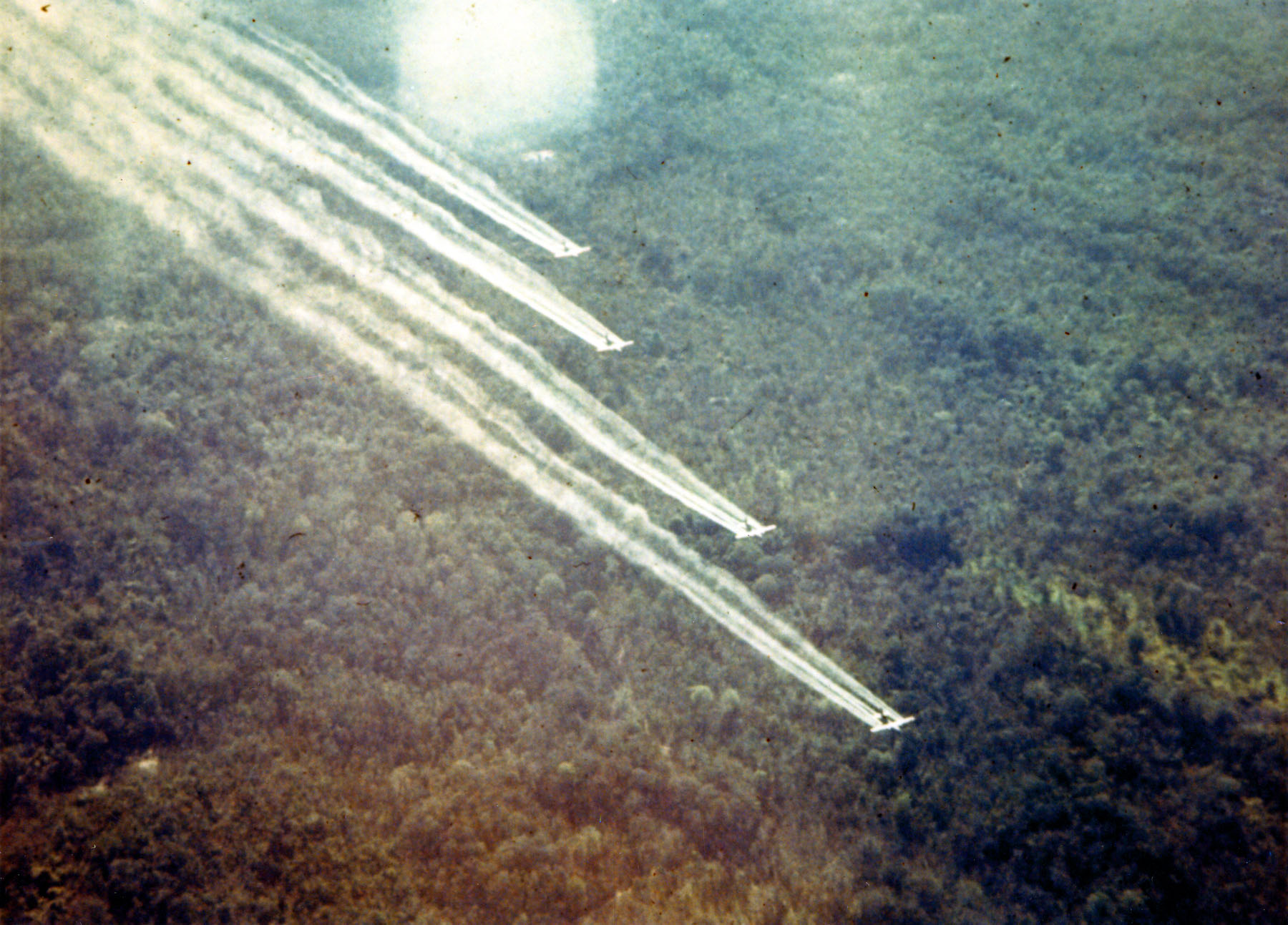
Vier US-amerikanische Transportflugzeuge – zu Sprühflugzeugen umgebaut – während der Operation Ranch Hand in Vietnam

### Luftoperationen
Unter dem Codenamen Operation Barrel Roll (14. Dezember 1964 bis 29. März 1973) genehmigte US-Präsident Lyndon B. Johnson die erste systematische Bombardierung des Hồ-Chí-Minh-Pfades auf dem Staatsgebiet des Königreichs Laos durch die US Air Force (USAF).
Kurze Zeit später startete die Operation Rolling Thunder (2. März 1965 bis 1. November 1968). Zunächst konzentrierten sich die Angriffe auf Ziele in unmittelbarer Nähe der demilitarisierten Zone, aber im Verlauf des Jahres 1966 wurde auch der Ho-Chi-Minh-Pfad bombardiert.
Die Operation Steel Tiger (3. April 1965 bis 11. November 1968) war eine Ergänzung zu Barrel Roll, die sich auf den Nordosten von Laos konzentrierte. Nun wurde auch der südliche „Pfannenstiel“ bombardiert.
Die Zahl der geflogenen Einsätze war in kurzer Zeit von 20 auf 1.000 pro Monat gestiegen. Im Januar 1965 beantragte das US-Kommando in Saigon die Kontrolle über die Bombenangriffe in den Gebieten von Laos, die an die fünf nördlichsten Provinzen Südvietnams angrenzen, und behauptete, das Gebiet sei Teil des „erweiterten Schlachtfelds“. Diesem Antrag wurde von den Joint Chiefs of Staff stattgegeben. Daraufhin begann die Operation Tiger Hound (5. Dezember 1965 bis 11. November 1968).
Am 10. Dezember 1965 wurde das erste große Massenbombardement mit B-52 Stratofortress-Bombern über Laos durchgeführt.
Mit der Operation Ranch Hand begann die USAF im Dezember 1965 ihre ersten Entlaubungsmissionen gegen den Pfad in Laos, wobei sowohl Agent Blue als auch Agent Orange verwendet wurden. Bei mehr als 210 Einsätzen wurden etwa 1,8 Millionen Liter Entlaubungsmittel versprüht. Im Gegensatz zu Laos wurde der Weg in Kambodscha nicht systematisch entlaubt, obwohl mehr als zehn Missionen gegen das Parrot's-Beak-Gebiet durchgeführt wurden und dabei ungefähr 155.000 Liter Agent Orange versprüht wurden.

### Experimentelle Operationen
Neben politischen Bedenken (bezüglich Laos) erschwerten weitere Aspekte die Durchführung der US-Luftangriffe: Ausgedehnter Nebel und Bewölkung in den Berg- und Dschungelgebieten behinderten die optische Aufklärung genauso wie Rauch und Dunst, der durch die von der indigenen Bevölkerung praktizierte Brandrodungs-Landwirtschaft erzeugt wurde.
Der saisonale Monsun, der gleichzeitig auch die nordvietnamesischen Versorgungsoperationen in Laos stark behinderte, führte dazu, dass die USAF im Jahr 1968 zwei experimentelle Operationen unternahm, von denen sie hoffte, dass sie den Monsun verschlimmern würden.
Das Project Popeye war ein Versuch, die Regenzeit über dem Südosten von Laos durch so genanntes Cloud Seeding („Wolkenimpfung“) auf unbestimmte Zeit zu verlängern. Die Tests des Projekts begannen im September oberhalb des Kong River, der durch die Operationsgebiete von „Steel Tiger“ und „Tiger Hound“ floss. Wolken wurden aus der Luft mit Silberjodidrauch besprüht und dann durch das Abfeuern einer Leuchtpistole zum Abregnen gebracht. Bis Oktober wurden 56 Tests durchgeführt, von denen 85 % als erfolgreich bewertet wurden. Präsident Johnson erteilte daraufhin die Genehmigung für das Programm, das bis Juli 1972 andauerte.
Im Mai begannen die Tests zum Project Commando Lava: Wissenschaftler von Dow Chemical hatten eine chemische Mischung hergestellt, die mit Regenwasser gemischt, den Boden destabilisierte und Schlamm erzeugte. Das Programm stieß bei den militärisch und zivil Beteiligten auf breite Zustimmung und führte zu dem Slogan Make Mud not War (in Anlehnung an das Hippie-Motto Make Love not War). Die Chemikalie wurden von C-130A-Flugzeugen abgeworfen. In einigen Gebieten – je nach Beschaffenheit des Bodens – wurden befriedigende Resultate erzielt, aber die Gesamtwirkung auf das nordvietnamesische System war minimal und das Experiment wurde abgebrochen.
Die Operation Igloo White (Januar 1968 bis Februar 1973) wurde von Verteidigungsminister Robert S. McNamara ins Leben gerufen. Im Rahmen dieser Operation wurden elektronische Sensoren aus Flugzeugen, meist Lockheed P-2 abgeworfen. Die etwa 20.000 batteriebetriebenen elektronischen Sensoren registrierten Geräusche und meldeten diese an in der Nähe tieffliegende EC-121R Überwachungsflugzeuge. Diese übertrugen die Funksignale weiter an das Infiltration Surveillance Center, kurz ISC, auf der thailändischen Luftwaffenbasis in Nakhon Phanom. Die Entwicklung und Inbetriebnahme des Programm kostete zirka 1,7 Milliarden Dollar. Viele der Sensoren konnten von den Nordvietnamesen ausgeschaltet werden. Sie konnten die Sensoren mit Funkpeilung orten und zerstören. Manchmal wurden die Sensoren ausgetrickst, indem man von Kassettenrecordern abgespielte Geräusche verwendete. Trotz dieser Fehlschläge wurde die Technologie ab 1972 an der Grenze zu Mexiko eingesetzt.

### Bodenoperationen
Am Boden hatten CIA und die königliche laotische Armee (RLA) zunächst die Aufgabe, die Infiltration des Feindes zu stoppen, zu verlangsamen oder zumindest zu beobachten. Um dieses Ziel zu erreichen, startete die CIA 1962 in Laos die Operation Pincushion. Aus diesem Unternehmen entwickelte sich die Operation Hardnose, in der von der CIA unterstützte laotische irreguläre Aufklärungsoperationen stattfanden.
Im Oktober 1965 erhielt General William Westmoreland die Genehmigung, eine grenzüberschreitende Aufklärungsaktion der USA durchzuführen. Am 18. Oktober begann die erste Mission „across the fence“ („über den Zaun“) nach Laos durch das Military Assistance Command, Vietnam Studies and Observations Group (MACV-SOG). Das war der Beginn einer ständig wachsenden Anzahl von Aufklärungsunternehmen durch das MACV-SOG, die bis zur Auflösung der Truppe im Jahr 1972 andauern sollten.
Während des gesamten Krieges beschränkten sich die Bodenoperationen regulärer Einheiten auf kurze Angriffe in unmittelbarer Grenznähe. Erwähnenswert ist hier die Operation Dewey Canyon, vom 22. Januar bis 18. März 1969. Während der Operation versuchte das 9. Regiment des United States Marine Corps, die Aktivitäten der Vietnamesischen Volksarmee am Da Krong-Fluss und im A Shau-Tal zu unterbinden. Bodeneinheiten drangen kurzzeitig in die Grenzgebiete von Laos ein, während sie mit Elementen des 9. PAVN-Regiments kämpften.

## Galerie

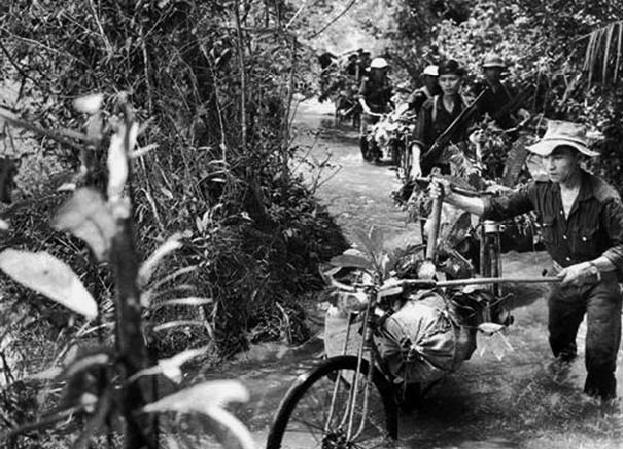
Bild 1:
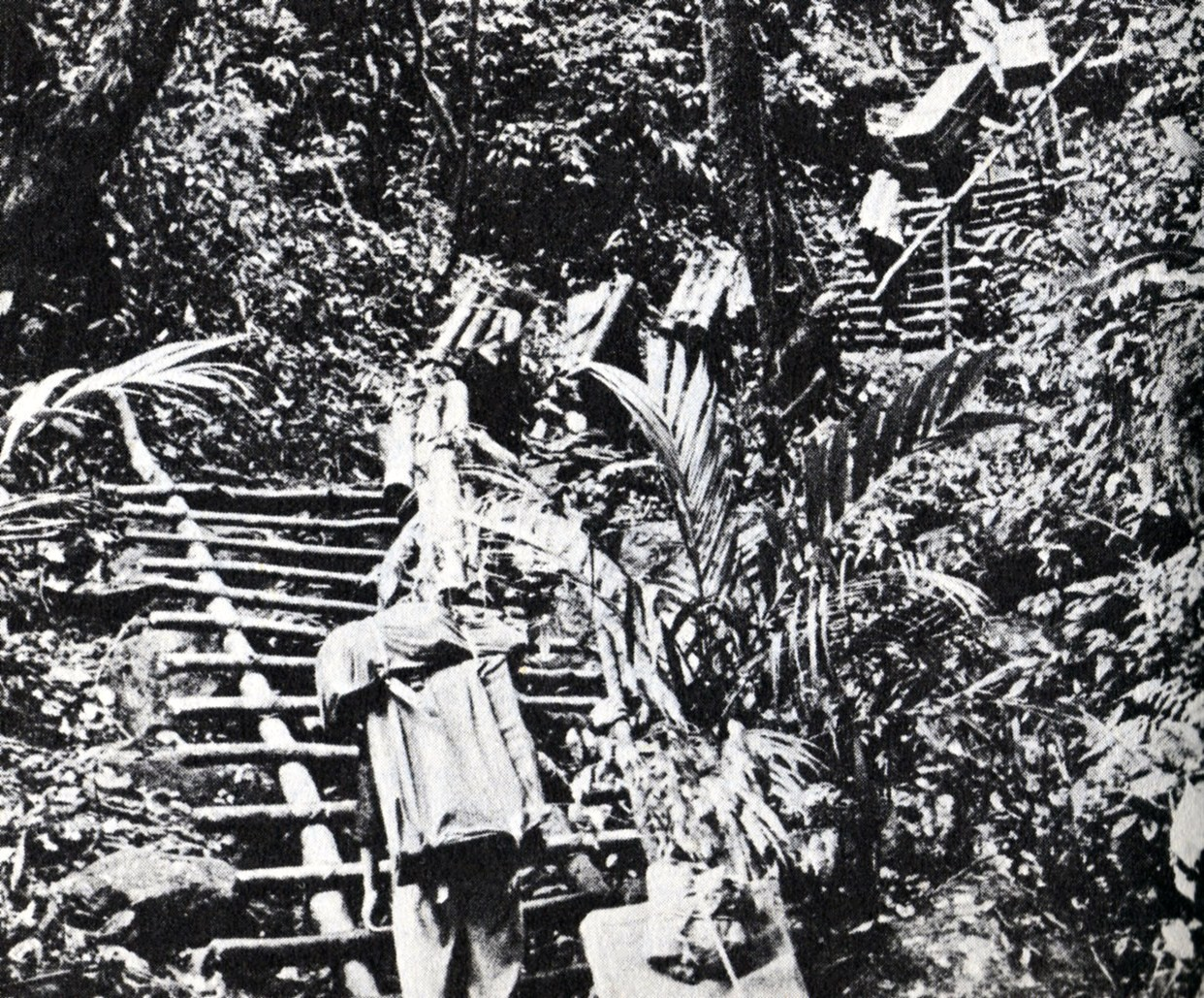
Bild 2:
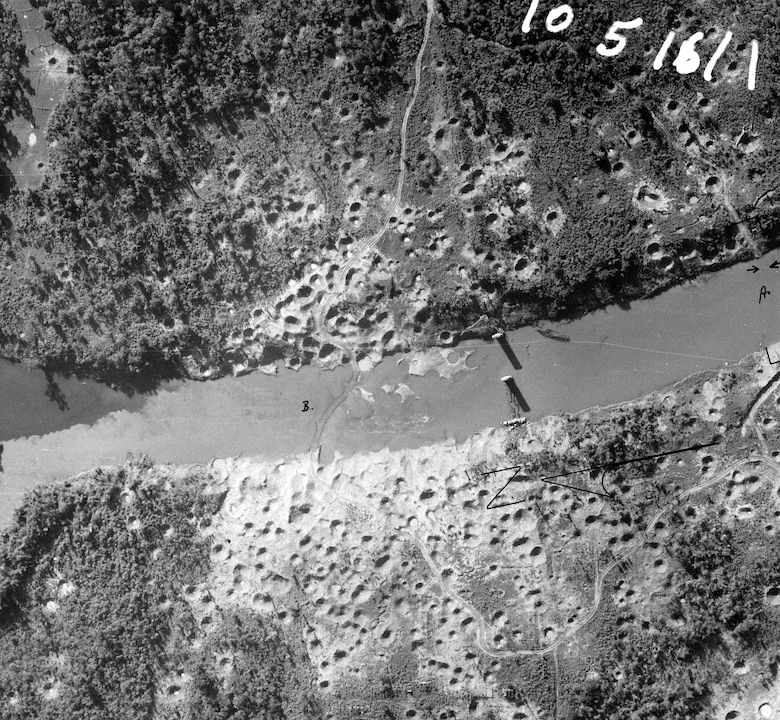
Bild 3:
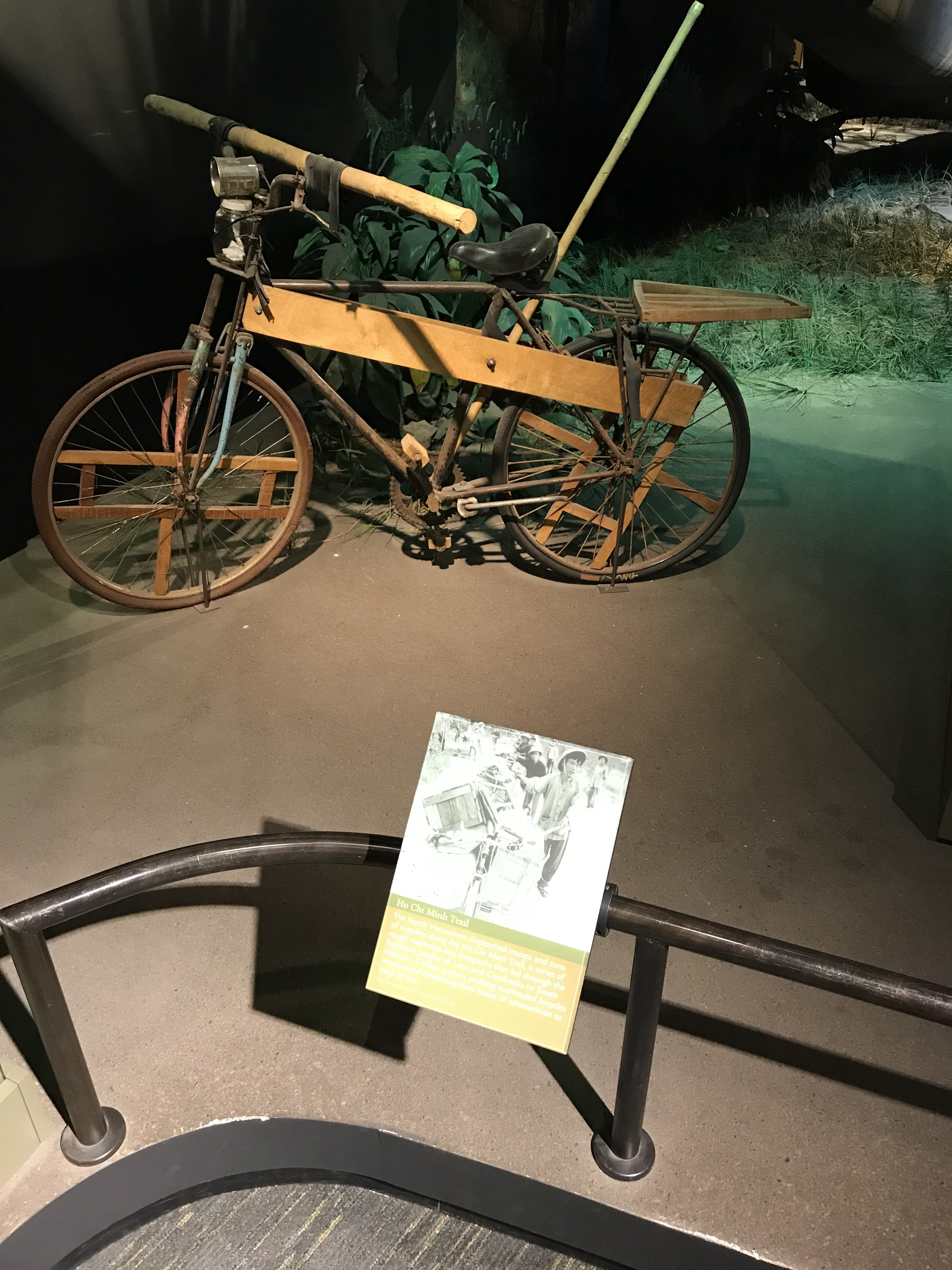
Bild 4:
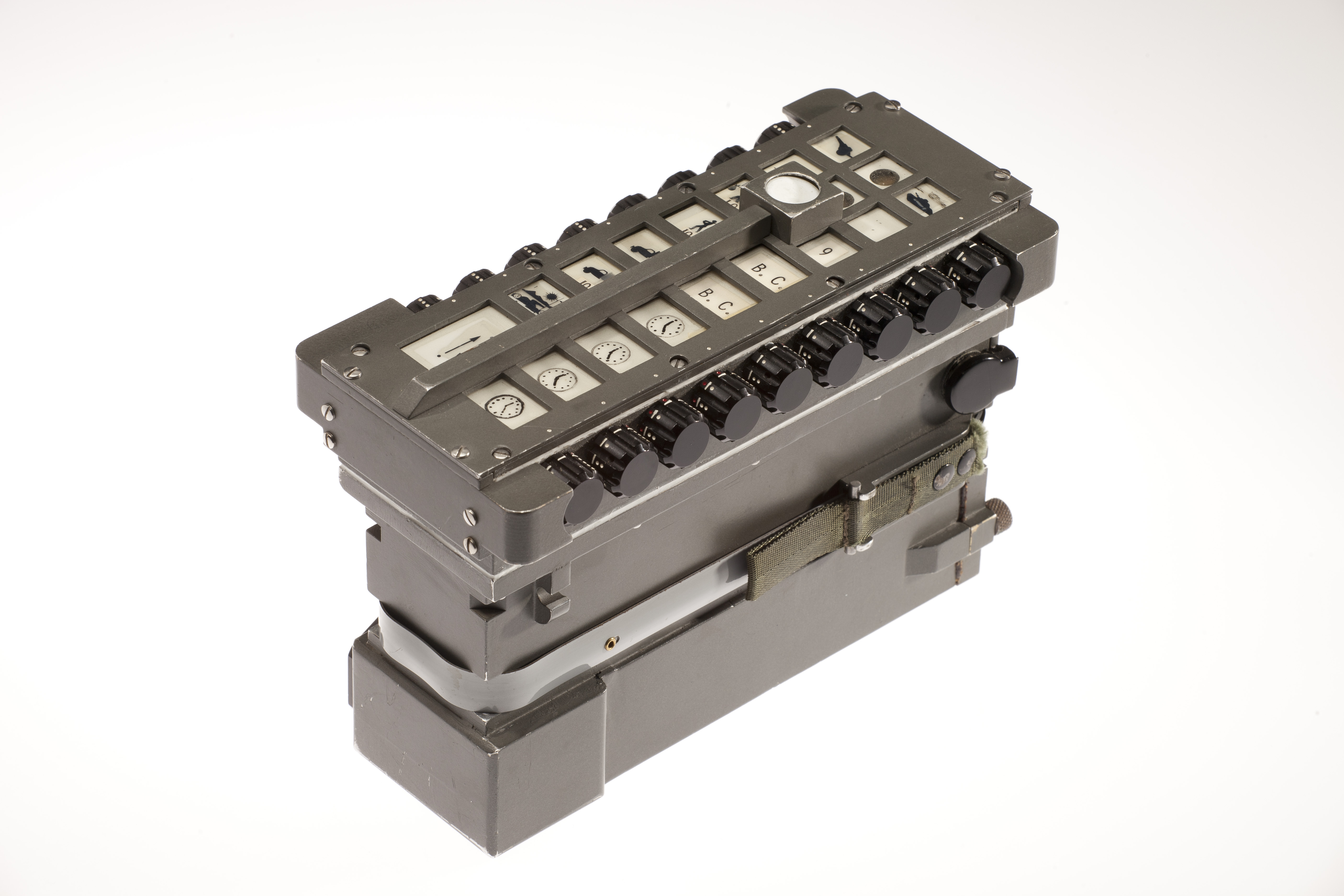
Bild 5:

- Bild 1: Angehörige des Vietkong transportieren Nachschub auf dem Ho-Chi-Minh-Pfad von Nord- nach Südvietnam.
- Bild 2: In schroffem und bergigen Gelände war der Weg mit Leitern und Treppen ausgebaut (erbeutetes Foto des Vietkong, ca. 1960).
- Bild 3: Bombenkrater entlang des Ho-Chi-Minh-Pfad. Die Region in der Nähe des Flusses Nam Gho ähnelte aufgrund der unzähligen Bombenkrater und der zerstörten Vegetation einer Mondlandschaft (Aufnahme vom August 1970).
- Bild 4: Fahrräder waren eines der Haupttransportmittel. Dieses, mit zusätzlichen Anbauteilen verstärkte Fahrrad wurde von den kommunistischen Streitkräften auf dem Ho-Chi-Minh-Pfad verwendet. Es ist im National Museum of American History in Washington.DC ausgestellt.
- Bild 5: CIA-Angehörige erfanden und benutzten dieses ungewöhnliche Gerät in den 1960er Jahren, um die Aktivitäten Nordvietnams zu erfassen. Die Mission bestand darin, Menschen und Vorräte zu zählen, die sich entlang der Grenzen von Laos und Kambodscha auf dem Ho-Chi-Minh-Pfad von Nordvietnam nach Südvietnam bewegten. Viele der laotischen Pfad-Beobachter, die die CIA rekrutierte, konnten weder lesen noch schreiben, geschweige denn Englisch verstehen. Und so enthielt das Gerät „Piktogramme“, wie Symbole, die Truppen, Lastwagen, Motorräder, Karren, Fahrräder, Panzer, Kanonen, kleine Artillerie, Raketen, Esel (und gelegentlich Elefanten, ein in Laos weit verbreitetes Lasttier) darstellten. Neben jedem Piktogramm befand sich ein Knopf, der auf eine Zahl eingestellt werden konnte, und dann konnten die Daten durch Aktivieren eines Kippschalters übertragen werden.[21]